# سیارک ۲۷۱۱۴
سیارک ۲۷۱۱۴ (به انگلیسی: 27114 Lukasiewicz، نامگذاری:1998WG2) بیست و هفت هزار و صد و چهاردهمین سیارک کشف شده‌است که در ۱۹ نوامبر ۱۹۹۸ کشف شد.